# Larry Costello

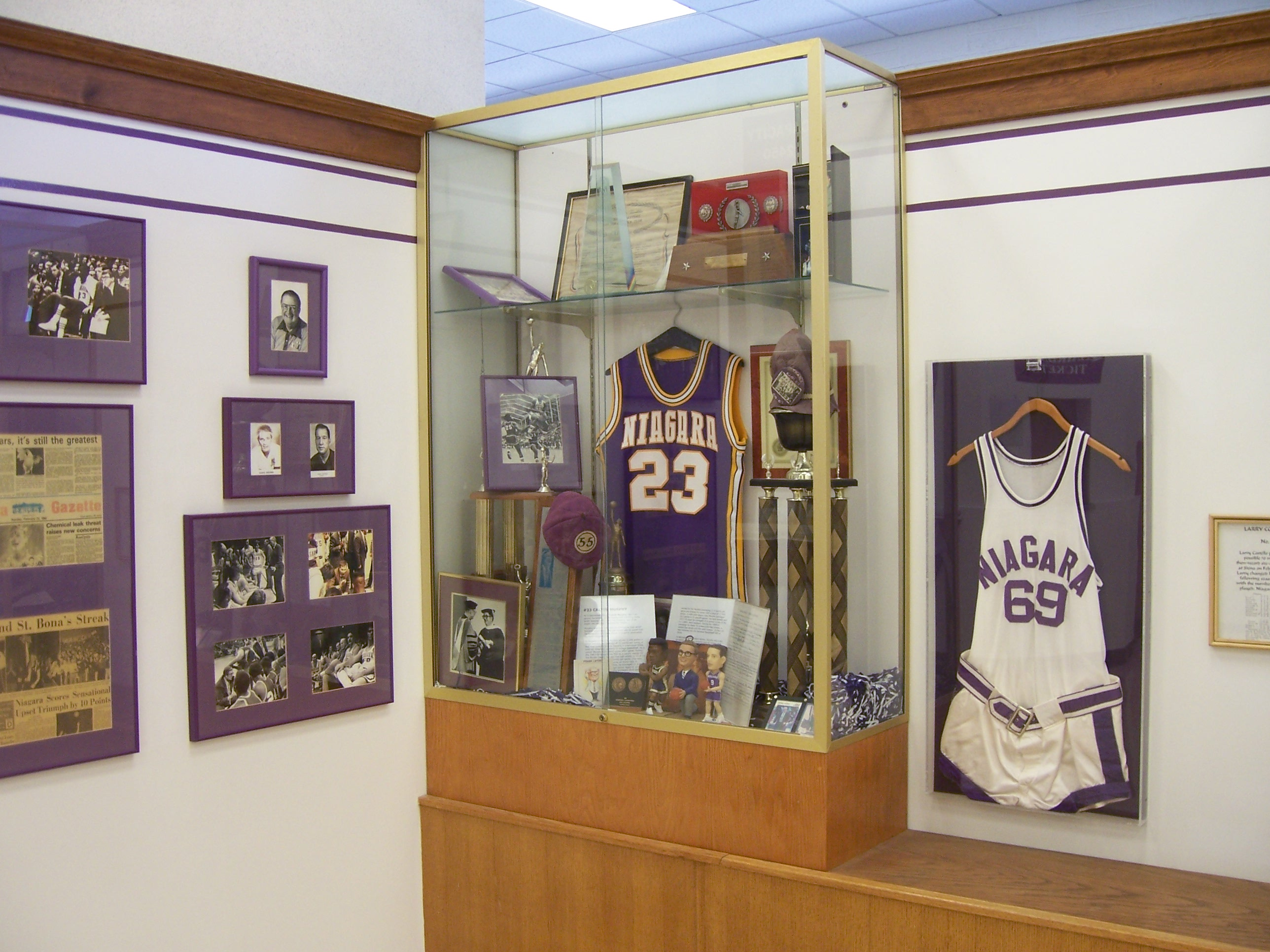
Camiseta número 69 de Costello en el salón de la fama de Niágara.

Lawrence Ronald "Larry" Costello (Minoa, Nueva York, 2 de julio de 1931-Fort Myers, Florida, 13 de diciembre de 2001) fue un jugador y entrenador de baloncesto estadounidense que disputó 12 temporadas de la NBA como jugador y otras 10 como entrenador. Medía 1,85, y jugaba en la posición de base.

## Trayectoria deportiva

### Universidad
Jugó durante 4 temporadas (1950-54) con los Purple Eagles de la Universidad de Niágara, en las que promedió 15,0 puntos en 85 partidos disputados, llevando a Niágara a dos torneos consecutivos de la NIT. Aunque lució el dorsal número 24 los dos primeros años, Costello cambió al 69 al tercer año, tras jugar 69 minutos y 40 segundos en un partido que venció tras 6 prórrogas contra los Siena Saints, todo un récord en la época. El dorsal 69 fue retirado en su honor por la universidad.

### Profesional
Fue elegido en la duodécima posición del 1954 por Philadelphia Warriors, donde jugó 2 temporadas antes de ser traspasado a Syracuse Nationals. Allí jugó durante 6 temporadas. Se trasladó junto al equipo a Filadelfia, convirtiéndose en los Sixers, donde permaneció hasta 1965, cuando anunció su retirada. sin embargo, tras un año, fue reclamado por el entrenador Alex Hannum, que necesitaba un base veterano de garantías. Jugó esa temporada y la siguiente, hasta romperse el talón de Aquiles, hecho que le hizo permanecer parado durante meses, siendo reemplazado por Wali Jones. Sin embargo regresó para los playoffs y ayudó al equipo a ganar el anillo de campeón ese año, tras lo cual se retiró definitivamente.
En sus 12 temporadas promedió 12,2 puntos, 4,6 asistencias y 3,8 rebotes por partido.

### Entrenador
Fue el primer entrenador de la historia de los Milwaukee Bucks, cargo al que accedió en la temporada 1968-69, llevando a su equipo al título de la NBA dos años más tarde, barriendo en la final a Baltimore Bullets por 4-0, en una temporada en la que consiguieron el récord de 20 partidos consecutivos sin perder (superados al año siguiente por los Lakers, pero permaneciendo en el segundo puesto en la actualidad). Permaneció en los Bucks hasta la temporada 1976-77, cuando tras un mal inicio de campaña, con 3 victorias y 15 derrotas, fue destituido. Al año siguiente dirigiría a los Chicago Bulls durante 56 partidos.

## Estadísticas de su carrera en la NBA
| * | Líder de la liga  |
| † | Campeón de la NBA |

### Temporada regular
| Año      | Equipo       | PJ  | MPP  | %TC  | %TL   | RPP | APP | PPP  |
| -------- | ------------ | --- | ---- | ---- | ----- | --- | --- | ---- |
| 1954–55  | Philadelphia | 19  | 24.4 | .331 | .813  | 2.6 | 4.1 | 6.2  |
| 1956–57  | Philadelphia | 72  | 29.3 | .374 | .788  | 4.5 | 3.3 | 7.6  |
| 1957–58  | Syracuse     | 72  | 38.1 | .426 | .847  | 5.3 | 4.4 | 14.9 |
| 1958–59  | Syracuse     | 70  | 39.3 | .437 | .802  | 5.2 | 5.4 | 15.8 |
| 1959–60  | Syracuse     | 71  | 34.8 | .453 | .862  | 5.5 | 6.3 | 14.0 |
| 1960–61  | Syracuse     | 75  | 28.9 | .482 | .799  | 3.9 | 5.5 | 14.5 |
| 1961–62  | Syracuse     | 63  | 29.4 | .427 | .837  | 3.9 | 5.7 | 13.8 |
| 1962–63  | Syracuse     | 78  | 26.5 | .432 | .881* | 3.0 | 4.3 | 11.0 |
| 1963–64  | Philadelphia | 45  | 25.3 | .468 | .865  | 2.3 | 3.7 | 11.8 |
| 1964–65  | Philadelphia | 64  | 30.7 | .445 | .877* | 2.6 | 4.3 | 13.5 |
| 1966–67† | Philadelphia | 49  | 19.9 | .444 | .902  | 2.1 | 2.9 | 7.8  |
| 1967–68  | Philadelphia | 28  | 17.6 | .453 | .827  | 1.8 | 2.4 | 7.2  |
| Total    | Total        | 706 | 30.0 | .438 | .841  | 3.8 | 4.6 | 12.2 |
| All-Star | All-Star     | 5   | 14.2 | .344 | 1.000 | 1.8 | 2.2 | 4.8  |

### Playoffs
| Año   | Equipo       | PJ | MPP  | %TC  | %TL   | RPP | APP | PPP  |
| ----- | ------------ | -- | ---- | ---- | ----- | --- | --- | ---- |
| 1957  | Philadelphia | 2  | 8.0  | .375 | .000  | 2.5 | 1.0 | 3.0  |
| 1958  | Syracuse     | 3  | 44.7 | .294 | 1.000 | 8.3 | 4.0 | 11.3 |
| 1959  | Syracuse     | 9  | 40.1 | .446 | .836  | 5.9 | 6.0 | 17.7 |
| 1960  | Syracuse     | 3  | 40.7 | .426 | .833  | 4.7 | 6.7 | 16.7 |
| 1961  | Syracuse     | 8  | 33.6 | .408 | .855  | 4.4 | 6.5 | 16.4 |
| 1962  | Syracuse     | 5  | 33.4 | .431 | .879  | 3.2 | 5.6 | 14.6 |
| 1963  | Syracuse     | 5  | 26.8 | .432 | .826  | 0.8 | 4.6 | 10.2 |
| 1964  | Philadelphia | 5  | 7.2  | .214 | 1.000 | 0.6 | 0.8 | 3.2  |
| 1965  | Philadelphia | 10 | 20.7 | .415 | .688  | 1.2 | 2.0 | 5.5  |
| 1967† | Philadelphia | 2  | 12.5 | .750 | 1.000 | 2.0 | 1.5 | 8.5  |
| Total | Total        | 52 | 28.3 | .416 | .852  | 3.3 | 4.2 | 11.4 |

## Fallecimiento
Falleció en 2002 víctima de un cáncer, dejando esposa, 4 hijos y 3 nietos.